# Muldetalhang Rösa
Koordinaten: 51° 36′ 58″ N, 12° 27′ 25″ O
Der Muldetalhang Rösa ist ein Naturschutzgebiet in der Gemeinde Muldestausee im Landkreis Anhalt-Bitterfeld in Sachsen-Anhalt.
Das Naturschutzgebiet mit dem Kennzeichen NSG 0274 ist rund 65 Hektar groß. Es ist größtenteils Bestandteil des FFH-Gebietes „Muldeaue oberhalb Pouch“ und vollständig vom Landschaftsschutzgebiet „Muldeaue Pouch-Schwemsal“ umgeben. Das Gebiet steht seit 2006 unter Schutz (Datum der Verordnung: 27. März 2006). Es ersetzt das bereits im Herbst 1992 ausgewiesene, etwa 61,5 Hektar große Naturschutzgebiet „Steilhang des Muldetales“. Zuständige untere Naturschutzbehörde ist der Landkreis Anhalt-Bitterfeld.
Das Naturschutzgebiet liegt westlich von Rösa am Rand des Naturparks Dübener Heide. Es umfasst einen in südliche Richtungen exponierten, etwa 20 Meter hohen Steilhang als Übergang von der Dübener Heide zum Muldetal und diesem vorgelagerte Bereiche im Muldetal mit den hier verlaufenden Schlobach (auch Mühlgraben) und Hanggraben sowie einen Polder am Schlobach etwas oberhalb seiner Mündung in die Mulde. Das Naturschutzgebiet ist rund 3000 Meter lang und überwiegend rund 100 bis 200 Meter breit.
Die Hangbereiche des Steilhangs sind bewaldet. Hier stocken naturnahe Buchenwälder mit Hainbuche, einzelnen Rotbuchen, Esche, Stieleiche, Winterlinde, Berg- und Feldahorn sowie Flatter- und Feldulme. Die Buchenwälder sind im Bereich der trockenen Hangschultern als Hainbuchen-Ulmen-Hangwald und auf tiefgründigeren Hangbereichen Sternmieren-Stieleichen-Hainbuchenwald ausgeprägt. Die Buchenwälder verfügen über einen hohen Anteil an Alt- und Totholz und eine artenreiche Strauchschicht. Von besonderer Bedeutung sind die Frühjahrsblüher der Krautschicht mit Aronstab, Waldmeister, Gelbem und Buschwindröschen, Türkenbund, Moschuskraut, Lungenkraut, Einbeere, Frühlingsplatterbse, Schuppenwurz, Süßer Wolfsmilch und Wolligem Hahnenfuß. Im Übergangsbereich zur Talsohle stocken Schwarz- und Grauerlenbestände. Im mittleren Bereich des Naturschutzgebietes ist auf torfigem Boden ein Wasserfeder-Erlensumpf ausgebildet. In dem nach Süden verlaufenden Streifen des Naturschutzgebietes, der im Bereich des Polders hinter der Verwallung der Mulde endet, stocken Reste eines Eschen-Ulmen-Auwaldes mit abschnittsweise dichten, durch Schlehen geprägte, Waldmantelgebüsche. 
Im Westen des Naturschutzgebietes befindet sich ein kleiner Talsporn, in dessen quelligem Oberhangbereich sich ein Torfmoos-Kleinseggenried befindet. Hier siedeln u. a. Breitblättriges Knabenkraut, verschiedene Seggen wie Hirsesegge, Bleiche Segge, Grünliche Gelb-Segge und Braunsegge, Kleiner Baldrian, Sumpfveilchen, Schmalblättriges Wollgras, Quellsternmiere und Gemeiner Wassernabel. Im Unterhangbereich des Steilhangs der Dübener Heide sind stellenweise Schichtquellen zu finden, in deren Bereich u. a. Bitteres Schaumkraut und Wechselblättriges Milzkraut siedeln.
Im Bereich des Polders am Schlobach kommt es bei hohem Wasserstand der Mulde rückstaubedingt zu Überflutungen. Hier hat sich ein Feuchtgebiet mit Wasserflächen, Rohrglasgrasröhrichten und Schilfröhrichten entwickelt, die von Weiden und Erlen durchsetzt sind.
Insbesondere im Osten des Naturschutzgebietes sind Acker- und Grünlandflächen unterschiedlicher Nutzungsintensivität in das Naturschutzgebiet einbezogen. 
Das Naturschutzgebiet ist Lebensraum für zahlreiche Vogelarten. Bei Kartierungen in den Jahren 1994 und 1995 wurden 78 Brutvogelarten registriert, darunter Rot- und Schwarzmilan, Hohltaube, Neuntöter, Sperbergrasmücke, Rohrweihe, Teichralle und Beutelmeise. Die Alt- und Totholzbestände der Hangwälder bieten auch Fledermäusen und Käfern einen geeigneten Lebensraum. So sind hier 76 Käferarten nachgewiesen worden, von denen 46 direkt oder indirekt auf Holz angewiesen sind, darunter auch der Hirschkäfer, dessen Bestand aber möglicherweise erloschen ist. Darüber hinaus leben im Naturschutzgebiet neben mehreren Amphibien und Reptilien jeweils über 20 Libellen- und Tagfalterarten und mehr als 10 Heuschreckenarten.
Das Naturschutzgebiet ist größtenteils von landwirtschaftlichen Nutzflächen umgeben.